# موزه شهدای قزوین
سازمان بنیاد شهید و امور ایثار گران استان قزوین دومین مرکزی است که بعد از تهران اقدام به ساخت موزه جهت حفظ آثار و ارزش‌های شهدای استان قزوین نموده‌است. بنای این موزه در کنار گلزار شهدای استان قزوین در نزدیکی امامزاده شاهزاده حسین قرار دارد.

آثار موزه شهدا شامل دست‌نوشته‌ها، آثار مکتوب، شناسنامه، لباس و وسایل شخصی رجایی، رئیس‌جمهور ایران، لباس و وسایل خلبانی، تصاویر بجا مانده، کتاب خاطرات و دست‌خط سیدعلی خامنه‌ای درباره عباس بابایی، تصاویر، لباس، دست‌خط، مدارک، اسناد و تصاویر استقبال مردم از ورودش پس از ۸ سال اسارت به قزوین، تصاویر بیش از ۷۰ کشته‌شده روحانی استان، بخشی از وسایل، لباس و آثار بجای مانده از آنان، تصاویر، وسایل و آثار شخصی، لباس و مدارک بیش از ۵۰ کشته شده مبارز با رژیم پهلوی، تصاویر و ماکت کعبه، وسایل و آثار، لباس و دست‌نوشته‌های بجا مانده از کشته‌شدگان ایران در عربستان سعودی، تصاویر، آثار و وسایل، لباس، دست‌نوشته‌ها و وصیت‌نامه کشته‌شدگانی توسط مجاهدین، تصاویر، وسایل ورزشی، مدارک شناسایی، کاپ‌ها و مدال‌ها و مدارک مربوط به افتخارات ورزشی، تصاویر، آثار هنری، مدارک هنری، دست‌نوشته‌ها و وسایل هنری، تصاویر مدارک تحصیلی، کارت‌های شناسایی و وصیت‌نامه‌ها و... در معرض دید بازدیدکنندگان قرار گرفته‌است.
موزه شهدای قزوین در سال ۱۳۷۶ توسط مادر عباس بابایی افتتاح شد.